# Abu Kamal

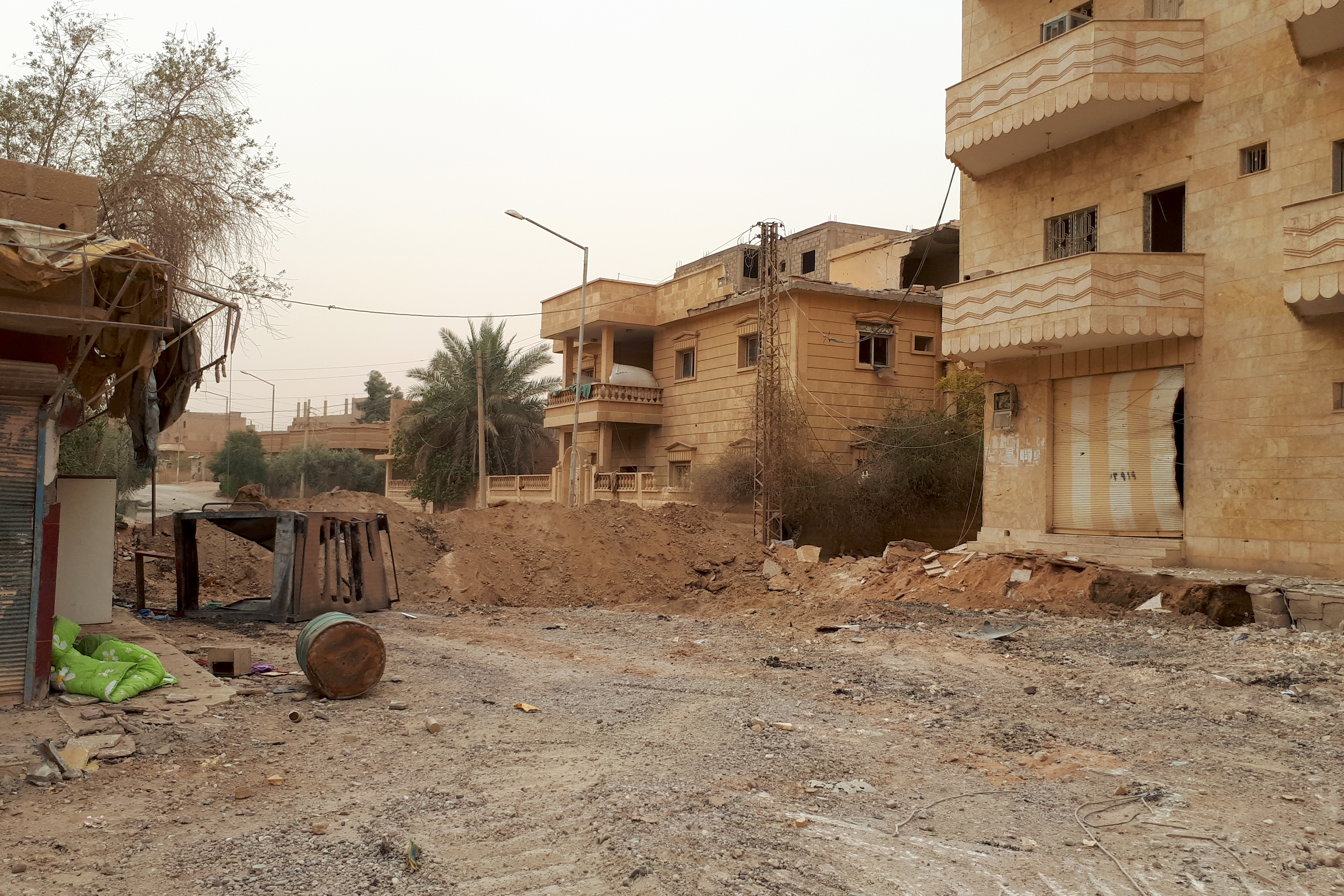
Durch den Bürgerkrieg entvölkertes Wohnviertel …

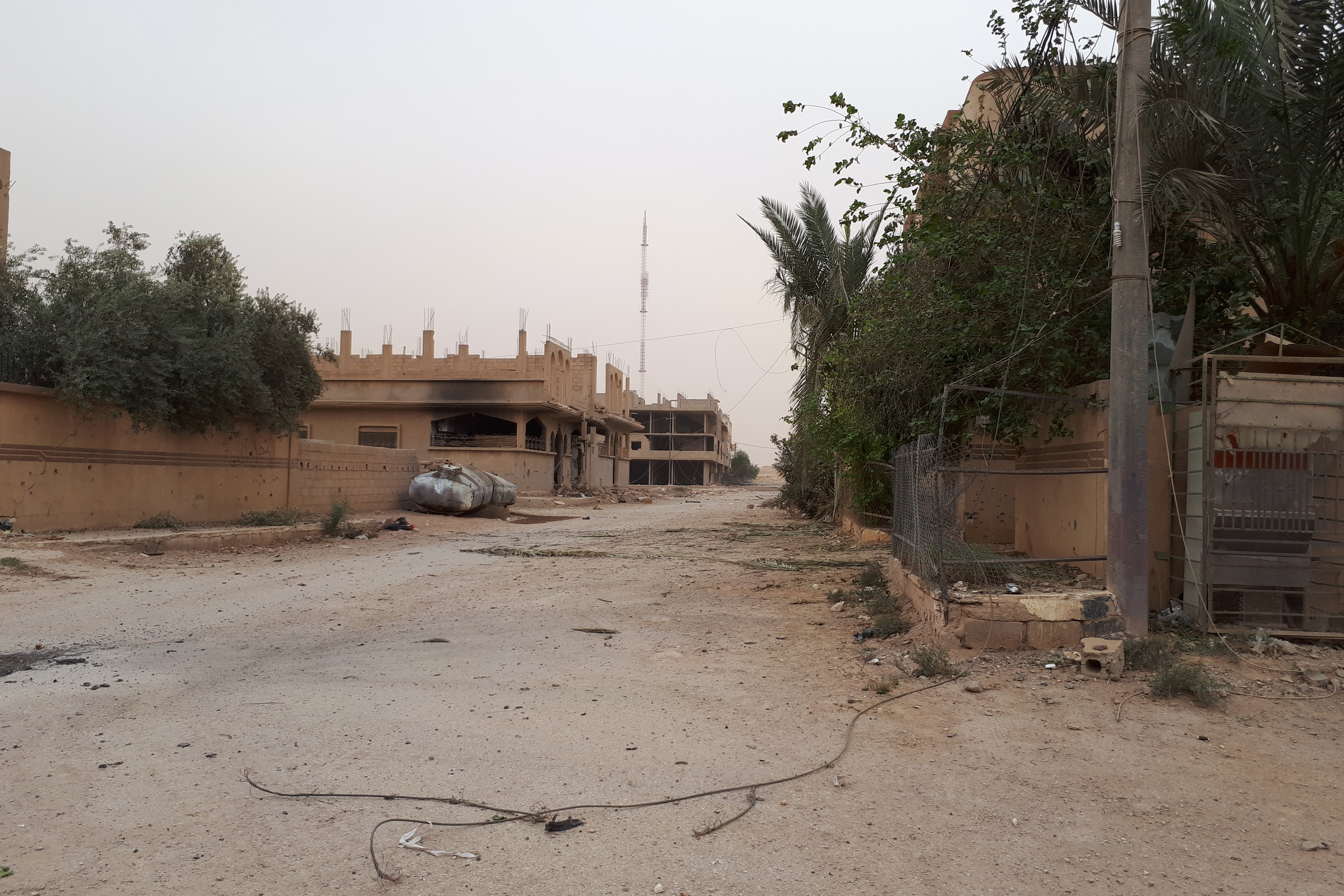
… und Neubauviertel im November 2017

Abu Kamal oder al-Bukamal (arabisch البوكمال, DMG al-Būkamāl, französisch Abou Kamal, türkisch Ebu Kemal) ist die letzte Stadt am Euphrat im Osten Syriens vor der Grenze zum Irak.

## Geografische Lage
Für Abu Kamal werden 52.020 Einwohner (Schätzung 2003) angegeben. Die Stadt liegt auf etwa 170 Meter Höhe im gleichnamigen Distrikt des Gouvernements Deir ez-Zor am südlichen Rand der syrischen al-Dschasira-Ebene. Bis zum irakischen Grenzübergang al-Qa'im sind es sieben Kilometer, das antike Mari liegt neun Kilometer nordwestlich.
In der Region herrscht Vollwüstenklima mit weniger als 120 Millimeter Jahresniederschlag. Damit ist Landwirtschaft nur in einem bewässerten Streifen entlang des Euphrat möglich. Selbst Weidegebiete für Viehnomaden sind kaum vorhanden.

## Geschichte

### Bis zum Zweiten Weltkrieg
In römischer Zeit war Abu Kamal ein wichtiger Handelsposten zwischen dem Römischen Reich und Asien. Von Zenobia erobert, wurde es Teil des Königreiches Palmyra. Im 17. Jahrhundert wurde die Stadt, damals Abukamal oder Ebukemal Sitz eines osmanischen Sandschak in dem Vilâyet ar-Ruha, dem heutigen Sanliurfa.
Zwischen 1881 und 1909 wurde das damalige Dorf zur Stadt ausgebaut, die durch Zuwanderer aus dem irakischen Ort Ana wuchs. Nach dem irakischen Aufstand gegen die Briten 1920 besetzten 1921 die Franzosen Abu Kamal zusammen mit Deir ez-Zor und machten die Stadt zum Sitz einer Garnison. 1932 hatte der Ort etwa 1000 Einwohner. Anfang der 1940er Jahre besaß er eine Polizeistation, ein Post- und ein Zollamt. Es gab aus Stein gemauerte Häuser und breite, rechtwinklig angelegte Straßen, nachdem die zuvor weiter östlich gelegene Siedlung durch eine Flut zerstört worden war. 

### Bis zu den Golf- und Bürgerkriegen
1946 wurde Abu Kamal Teil des unabhängigen Syrien. 1970 hatte der Ort geschätzte 9000 Einwohner. Ein Großteil der Bewohner gehört der Stammesföderation der ’Uqaydat (Agedat, ’Egaidat) an, wobei „Bu Kamal“ zugleich der Name eines Stammes innerhalb dieser Föderation ist. Scheich der Uqaydat aus Bukamal ist Amir al-Dandal.
Eine Bahnstrecke, die in Al-Qa’im von der Bahnstrecke Bagdad–Akaschat abzweigte, die Grenze querte und in Abu Kamal endete, wurde am 1. August 2000 eröffnet. Der geplante Anschluss an das syrische Eisenbahnnetz bei Deir ez-Zor wurde aber nie hergestellt.

### Golf- und Bürgerkriege
Nach der Invasion des Irak durch die Vereinigten Staaten im Irakkrieg 2003 erlebte die Stadt zunächst einen wirtschaftlichen Aufschwung. Nachdem der Grenzübergang geschlossen worden war, blieb der geschäftige Handel aus und die politische Lage angespannt. Ausländer, die in die Stadt kamen, wurden vom syrischen Geheimdienst mit Argwohn betrachtet.
Abu Kamal befindet sich in der Nähe der irakischen Stadt al-Qa'im, die zum Übergangspunkt für irakische Aufständische wurde und im November 2005 Schauplatz der Operation Steel Curtain war.
Während der Proteste in Syrien 2011 fanden in Abu Kamal im Mai die ersten Freitagdemonstrationen statt. Die Stadt wurde anschließend unter dem Einsatz von Panzern besetzt. Im Juni zogen diese wieder ab. Drei Wochen später wurde Abu Kamal abermals besetzt und danach fanden, laut Berichten von irakischen Einwohnern im Jahr 2011, fast täglich Kämpfe mit Einsatz von Kriegswaffen statt.
Die Terrormiliz Islamischer Staat eroberte die Stadt sowie die in Stadtnähe gelegene Militärbasis.
Ende Juni 2016 gelang es syrischen Rebellen kurzfristig, dem Islamischen Staat die Grenzstadt streitig zu machen und die Militärbasis zurückzuerobern. Am 8. November 2017 gab die syrische Armee bekannt, die Stadt zurückerobert zu haben. Am 11. November 2017 schlug die Terrormiliz Islamischer Staat die syrische Armee wieder aus Abu Kamal zurück. Am 19. November 2017 nahm die syrische Armee Abu Kamal erneut ein. Anfang Juni 2018 brachte die Terrormiliz Islamischer Staat Teile der Stadt für kurze Zeit unter ihre Kontrolle.

## Wirtschaft
Die wichtigste Einkommensquelle in Abu Kamal ist der Grenzhandel und der Schmuggel.